# Аникин, Николай Ильич
Никола́й Ильи́ч Аникин (1904 — неизвестно) — советский футболист, полузащитник.
Начинал играть в Батуми. В 1925—1932 — в «Динамо» Тифлис, в 1933—1934 — в «Динамо» Иваново. В 1934—1937 — вновь в «Динамо» Тбилиси, в весеннем первенстве СССР 1936 года сыграл шесть матчей в группе «Б», в осеннем — шесть матчей в группе «А». В 1939 играл в группе «Б» за «Спартак» Минск.
Бронзовый призёр чемпионата СССР 1936 (осень). Финалист Кубка СССР 1936.